# Protaphorura decempunctata
Protaphorura decempunctata is een springstaartensoort uit de familie van de Onychiuridae. De wetenschappelijke naam van de soort is voor het eerst geldig gepubliceerd in 1939 door Kos.